# Wereldtaal
Een wereldtaal is in zijn algemeenheid een taal die in grote delen van de wereld als communicatiemiddel wordt gebruikt.

## Belangrijkste kenmerken
Een wereldtaal heeft meestal de volgende kenmerken:
- Het gebruik ervan strekt zich (ver) uit voorbij geografische grenzen.
- Het gebruik ervan is ook frequent buiten wat als het eigenlijke taalgebied van de betrokken taal wordt beschouwd.
- De taal is een officiële taal in een of meer staten waar zij niemands moedertaal is.
- Internationale organisaties maken gebruik van de taal als officiële taal.
- Het aantal sprekers is relatief groot, in vergelijking met dat van andere talen.
- Onder die sprekers bevindt zich een aanzienlijk deel dat de wereldtaal als tweede taal bezigt.
- De wereldtaal fungeert als internationaal communicatiemiddel.

Niet al deze eigenschappen zijn van toepassing op iedere wereldtaal. Daarbij komt dat het vaak een statuskwestie voor een taal is om tot de wereldtalen te behoren.
Een overweging die niet in aanmerking komt om een taal als wereldtaal te beschouwen, is haar veronderstelde geschiktheid. Soms wordt het fungeren van een taal als wereldtaal verklaard op taalkundig onhoudbare gronden, zoals haar interne logica, haar schoonheid, haar gebruiksgemak of andere karakteristieken. Talen zijn niet aldus te vergelijken, doordat de taalkundige instrumenten daartoe ontbreken. Veeleer moet een verklaring worden gezocht in historische, demografische en economische oorzaken.
De wereldtalen die binnen de Verenigde Naties als zodanig gebruikt worden, zijn Arabisch, Chinees, Engels, Frans, Russisch en Spaans.

## Arabisch

Wereldkaart met Arabischsprekende gebieden

### Status
Het Arabisch wordt door ongeveer 300 miljoen mensen als moedertaal en door ongeveer 250 miljoen mensen als tweede taal gesproken. Het is een officiële taal in 25 landen in Noord-Afrika en het Midden-Oosten. Daarnaast wordt de taal gesproken door immigranten in vooral Europa.
Arabisch bestaat echter uit veel verschillende varianten, zoals het Marokkaans-Arabisch en het Egyptisch-Arabisch, die onderling vaak moeilijk verstaanbaar zijn.

### Officiële taalin
| Algerije | Jemen      | Qatar                        |
| Bahrein  | Jordanië   | Saoedi-Arabië                |
| Comoren  | Koeweit    | Soedan                       |
| Djibouti | Libanon    | Somalië                      |
| Egypte   | Libië      | Syrië                        |
| Eritrea  | Mauritanië | Tsjaad                       |
| Gambia   | Marokko    | Tunesië                      |
| Irak     | Oman       | Verenigde Arabische Emiraten |
| Israël   | Palestina  | Westelijke Sahara/SADR       |

### Internationaal gebruik
- Afrikaanse Unie
- Arabische Liga
- Organisatie voor Islamitische Samenwerking
- CCASG
- Verenigde Naties
- UAM

## Chinees

Wereldkaart met Mandarijnsprekende gebieden

### Status
Het Chinees bestaat uit een aantal varianten, waarvan het Mandarijn de meest gesproken is. Zo'n 885 miljoen mensen hebben Mandarijn als moedertaal en in totaal wordt het door ongeveer 1,3 miljard mensen gesproken. Het Chinese schrift is niet aan één dialect gebonden.
Klassiek Chinees was eeuwenlang de (geschreven) lingua franca in Oost-Azië en door de grote economische rol van Volksrepubliek China wordt met name het Mandarijn internationaal steeds belangrijker. Een opmerkelijke factor is het explosief groeiende aantal mensen dat Chinees leert in het buitenland.

### Officiële taalin
| China (inclusief Hongkong en Macau) |
| Singapore                           |
| Taiwan                              |

### Internationaal gebruik
- Shanghai-samenwerkingsorganisatie
- Verenigde Naties

## Duits

Wereldkaart met Duitssprekende gebieden

### Status
Het Duits kende lange tijd geen standaardvorm, maar wordt al sinds de middeleeuwen gebruikt in een aanzienlijk gebied in Midden-Europa: het huidige Duitsland, de Alpenlanden en de aangrenzende gebieden. Het Duits wordt vandaag de dag door zo'n 100 miljoen mensen als moedertaal gesproken. Vooral vanaf de negentiende eeuw kreeg het Duits een steeds grotere betekenis. De Duitse gebieden in Europa werden militair en economisch steeds belangrijker en veel Duitsers trokken naar de Verenigde Staten. Duitsland had weliswaar relatief weinig eigen koloniën, maar Duitsers waren erg actief in koloniën van andere Europese mogendheden, vooral die van Nederland en Engeland. Het Duits werd een lingua franca in Oost-Europa, met name in Polen, Rusland en Tsjecho-Slowakije, maar ook op de Balkan. Verder is er nog een Duitstalige minderheid in Namibië, het vroegere Zuidwest-Afrika.

### Officiële taalin
| België              | Liechtenstein | Oostenrijk  |
| Duitsland           | Luxemburg     | Zwitserland |
| Italië (Zuid-Tirol) |               |             |

### Internationaal gebruik
Officieel in de Europese Unie.

## Engels

Engels
officiële, de facto officiële of nationale taal
officiële maar geen primaire taal

Tot het laatste kwart van de 16e eeuw was het Engels een eilandtaal, slechts gesproken door zo'n vijf tot zeven miljoen moedertaalsprekers. Rond het jaar 2000 was het aantal moedertaalsprekers geëxplodeerd en bedroeg ruim 300 miljoen. Daarnaast spreken nog vele miljoenen het Engels als tweede taal en, als men moedertaalsprekers en tweedetaalsprekers bij elkaar optelt, kent deze taal de meeste gebruikers ter wereld.
Voor de expansie zijn twee oorzaken te noemen. De eerste is de machtsuitbreiding van het Britse rijk, die een aanvang nam met kolonisatie aan het begin van de 17e eeuw, met name die van Amerika. De tweede reden is het gebruik van het Engels in de Verenigde Staten; dat land groeide immers uit tot de grootste economische macht ter wereld.
De meest kwantificeerbare reden om het Engels als wereldtaal aan te merken, is gelegen in de grote mate van verspreiding ervan:
- De taal is dominant – of heeft zelfs een officiële status – in zo'n 75 gebieden, van Anguilla tot Zimbabwe. Per gebied varieert het aantal sprekers zeer sterk, van 278 miljoen in de Verenigde Staten tot vierduizend in Montserrat. In de Verenigde Staten spreekt een minderheid deze taal als tweede taal (ruim 25 miljoen van de totale 278 miljoen). In India is het omgekeerd; naast 350 duizend eerstetaalsprekers van het Engels zijn er 200 miljoen tweedetaalsprekers. Het Engels is er een van de officiële talen. Daarin staat dit land niet alleen; ook in bijvoorbeeld Kenia is het Engels een nationale taal.[1]
- De taal wordt in alle werelddelen intensief gebruikt, met name in Noord-Amerika, Australië en Europa, maar ook in Afrika en Azië. Zij is daarnaast vertegenwoordigd op tal van oceaaneilanden.[1]

Er zijn tal van andere redenen om het Engels als wereldtaal aan te merken. Het is de internationale taal van de wetenschap, van de automatisering, van de luchtvaart en van internationale organisaties. Toerisme en reclame maken veelvuldig gebruik van deze taal.
De brede geografische verspreiding, het contact met andere talen en het gebruik ervan door tweedetaalsprekers hebben gezorgd voor aanzienlijke taalvariaties. Wellicht het bekendst daarvan is het verschil in uitspraak, woordenschat en grammatica tussen het Amerikaans- en het Brits-Engels, maar er bestaan talloze andere Englishes, vaak met porte-manteaunamen aangegeven (één voorbeeld uit vele is Singlish voor "Singapore English").

## Frans

Wereldkaart met Franssprekende gebieden

### Status
Frans is een officiële taal in 29 landen in Europa, Afrika, Amerika en Oceanië, in de overzeese gebiedsdelen van Frankrijk, Puducherry in India, Valle d'Aosta in Italië en op de Kanaaleilanden. Daarnaast wordt het veel gesproken in Noord-Afrika, het Midden-Oosten en in de Amerikaanse staten Louisiana en Maine.

### Internationaal gebruik
Frans is een van de officiële talen van onder andere de Verenigde Naties, de Europese Unie, de NAVO, de WEU, de WTO, de OSCE, de NAFTA het Rode kruis, Artsen zonder grenzen, het IOC en vele andere internationale organisaties.
Frans is de voertaal bij diplomatieke betrekkingen en bij de posterijen, telefonie en telegrafie.

## Latijn
Latijn was vanouds de wereldtaal in de wetenschap en de Rooms-Katholieke Kerk.

## Portugees

Wereldkaart met Portugeessprekende gebieden

## Russisch

Wereldkaart met Russischsprekende gebieden

Het Russisch is een officiële taal in vier landen: Rusland, Kazachstan, Kirgizië en Wit-Rusland. In de laatste drie landen moet het die status wel delen met respectievelijk het Kazachs, het Kirgizisch en het Wit-Russisch. Behalve deze vier landen is het Russisch de belangrijkste vreemde taal in de meeste Centraal-Aziatische en Oost-Europese landen, en ook in de Kaukasus. In sommige van die landen wonen grote Russische minderheden, met name in Estland, Letland, Moldavië en Oekraïne. Ook in Israël is er een aanzienlijke Russischtalige minderheid.

### Officiële taalin
| Kazachstan | Wit-Rusland |
| Kirgizië   | Rusland     |

### Internationaal gebruik
- Euraziatische Economische Gemeenschap
- Gemenebest van Onafhankelijke Staten
- Internationale Organisatie voor Standaardisatie
- Organisatie voor Veiligheid en Samenwerking in Europa
- Shanghai-samenwerkingsorganisatie
- SGRB
- Verenigde Naties

## Spaans

Wereldkaart met Spaanssprekende gebieden

### Officiële taalin
| Argentinië             | Ecuador            | Panama    |
| Bolivia                | El Salvador        | Paraguay  |
| Chili                  | Equatoriaal-Guinea | Peru      |
| Colombia               | Guatemala          | Spanje    |
| Costa Rica             | Honduras           | Uruguay   |
| Cuba                   | Mexico             | Venezuela |
| Dominicaanse Republiek | Nicaragua          |           |

## Verwante begrippen
- Een lingua franca is een taal die in een bepaald gebied wordt gebruikt om taalverschillen te overbruggen. Ook niet-moedertaalsprekers gebruiken haar voor communicatiedoeleinden. Aangezien een lingua franca aan een beperkte regio (bijvoorbeeld Zuidoost-Azië) gebonden kan zijn, is zij niet noodzakelijkerwijs een wereldtaal.
- Een voertaal is niet meer dan de taal die men besloten heeft voor een bepaald doel te gebruiken. Het kan om officiële, nationale doeleinden gaan, maar ook om besprekingen of onderhandelingen, bij een handelsgesprek of om welke reden dan ook. Voor de voertaal kan een wereldtaal worden gekozen, maar dat hoeft niet; een taal die in een bepaalde situatie als voertaal wordt gebruikt, is dus niet per definitie een wereldtaal.
- Een tweede taal is een taal die men beheerst, maar niet als moedertaal. Een wereldtaal fungeert vaak als tweede taal; zo beheersen veel moedertaalsprekers van het Nederlands daarnaast in meerdere of mindere mate een wereldtaal, het Engels. Maar het omgekeerde is niet het geval: lang niet iedere tweede taal is een wereldtaal.
- Een pidgin is een soort lingua franca, die ontstaat door contact tussen sprekers van verschillende talen. Maar een pidgin heeft als kenmerk dat niemand het als moedertaal spreekt. Het kan zich wel ontwikkelen tot de moedertaal van latere generaties, en dan heet het een creooltaal. Wereldtalen hebben door hun dominante rol per definitie tot veel taalcontact geleid, en geven daardoor vaak aanleiding tot het ontstaan van talloze regionale pidgins en creooltalen, en vormen er zelfs de basis voor.[9]
- Een kunsttaal is een kunstmatige internationale taal die ontworpen is om mensen uit verschillende culturen in staat te stellen met elkaar te communiceren. Het bekendste voorbeeld van zo'n taal is het Esperanto.